# Mycetophila chinguensis
Mycetophila chinguensis är en tvåvingeart som beskrevs av Duret 1985. Mycetophila chinguensis ingår i släktet Mycetophila och familjen svampmyggor. Inga underarter finns listade i Catalogue of Life.